# Kógjoku
Kógjoku (japonsky 皇極天皇, Kógjoku-tennó neboli císařovna Kógjoku, 594–661), v druhém období své vlády známá jako císařovna Saimei (斉明天皇, Saimei-tennó) byla třicátým pátým a třicátým sedmým císařem Japonska v souladu s tradičním pořadím posloupnosti.
Císařovna Kógjoku vládla v období od roku 642 do roku 645. Jako císařovna Saimei pak ještě v létech 655–661. Historicky seřazeno:
- 642: nastoupila na Chryzantémový trůn jako Kógjoku-tennó.
- 645: nejprve odstoupila z trůnu v souvislosti se zavražděním politika Sogy no Iruky (incident Isši) a poté abdikovala ve prospěch svého bratra Karua, který se stal císařem Kótoku.
- 654: Kótoku zemřel a místo na trůně se uprázdnilo.
- 655: Kógjoku opětovně usedla na trůn, tentokrát jako císařovna Saimei (Saimei-tennó).
- 661: Saimei vládla až do své smrti. Na uprázdněný trůn po ní nastoupil císař Tendži.

V japonských dějinách byla Kógjoku/Saimei druhá z osmi žen, jež se staly vládnoucími císařovnami. Jedinou vládnoucí císařovnou před Kógjoku/Saimei byla císařovna Suiko. Šest dalších samostatných vládkyň na Chryzantémovém trůně po Kógjoku/Saimei byly Džitó, Gemmei, Genšó, Kóken/Šótoku, Meišó a Go-Sakuramači.

## Legenda
Osobní jméno (imina), které dostala při narození a používala před nástupem na trůn, znělo Takara (宝). Její jméno coby císařovny by znělo Ametojo Takara Ikaši Hitaraši hime (天豐財重日足姬).
Princezna Takara (Takara no miko) byla pravnučkou císaře Bidacua.
Místo, kde byla císařovna Kógjoku/Saimei pohřbena, je známé. Bylo rozpoznáno v kofunu Kengošizuka ve vesnici Asuka v prefektuře Nara. Císařovna je tradičně uctívána v pamětní šintoistické svatyni (misasagi) ve městě Nara. Úřad pro záležitosti japonského císařského dvora stanovil toto místo jako mauzoleum císařovny Kógjoku/Saimei, takže nese formální jméno Oči-no-Okanoe no misasagi.

### Události za vlády Kógjoku
Během prvního období její vlády uchvátil výkonnou moc klan Soga. Císařovnin syn princ Naka no Óe plánoval státní převrat a zavraždil představitele klanu Sogu no Iruku přímo před jejíma očima. Šokovaná císařovna odešla zprvu do ústraní a poté se vzdala trůnu ve prospěch svého bratra Karua, který na něj nastoupil jako císař Kótoku.
Císařovnin titul by dnes nezněl tennó, neboť, jak se mnozí historikové domnívají, tento titul byl zaveden až za vlády císaře Temmua a císařovny Džitó. Spíš by zněl Sumeramikoto či Amenošita Širošimesu Ókimi (治天下大王), což znamená „velká královna vládnoucí všemu pod nebesy“. Mohla by také být nazývána ヤマト大王/大君 neboli „velká královna dynastie Jamato“.

### Události za vlády Saimei
Po Kótokuově smrti byl jeho stanoveným dědicem a korunním princem jeho synovec, druhý syn bývalé císařovny Naka no Óe. Poté co Kógjoku znovu usedla na trůn jako císařovna Saimei, Naka no Óe pokračoval dál v roli jejího dědice a korunního prince. Aktivně se tak mohl zúčastňovat politického života v Japonsku.
V pátém roce Saimeiiny vlády došlo roku 660 k dobytí korejského království Päkče spojeným vojskem království Silla a čínské říše Tchang a jeho území se stalo součástí Sjednocené Silly. Japonsko podporovalo věrné bojovníky z Päkče v pokusu o znovunastolení päkčské dynastie. Počátkem roku 661 Saimei na situaci zareagovala tím, že opustila hlavní město v provincii Jamato. Měla v plánu vést vojenskou výpravu do Koreje. Císařovna se zastavila v dočasném paláci Išiju v provincii Ijo, dnes Dógo-onsen ve městě Macujama. V květnu dorazila do paláce Asakura v severní části provincie Cukuši na Kjúšú, dnes část prefektury Fukuoka. Spojenecká armáda Japonců a bojovníků z Päkče se připravovala na válku s královstvím Silla, ale císařovnina smrt tyto plány překazila. Saimei zemřela 24. července roku 661 v paláci Asakura, dřív než armáda stačila vyrazit do Koreje. V říjnu bylo její tělo převezeno lodí z Kjúšú do přístavu Naniwa, dnes Ósaka, a její státní pohřeb se konal počátkem listopadu.

## Rodina
- První manžel: princ Takamuku (高向王), syn prince Tameho a vnuk císaře Jómeie
  - první syn: princ Kara (漢皇子)
- Druhý manžel: princ Tamura (田村皇子) později císař Džomei, syn prince Ošisaky-no-hikohita-no-Óeho a vnuk císaře Bidacua
  - druhý syn: princ Naka no Óe (中大兄皇子) později císař Tendži)
  - první dcera: princezna Hašihito (間人皇女, † 665), provdána za císaře Kótokua
  - třetí syn: princ Óama (大海人皇子) později císař Temmu